# Bohuslav IV. ze Švamberka
Bohuslav IV. ze Švamberka (obvykle zvaný Bušek, † 1395?) byl český šlechtic z rodu pánů ze Švamberka.

## Rodina
Bohuslav, obvykle zvaný Bušek, se narodil Bohuslavovi III. ze Švamberka a Anně z Dubé. Jeho bratry byli Ratmír, Bohuslav V. ze Švamberka a Jan I. na Boru. Jméno Buškovy manželky se nedochovalo, ale narodily se mu dcery Eliška a snad také Anna. Eliška se provdala za Půtu staršího Švihovského z Rýzmberka a zemřela roku 1373. Anna, tzv. Skalská, se stala manželkou Viléma Bukoviny z Pnětluk.

## Kariéra
Bušek zastával roku 1388 funkci vyšehradského purkrabího a v letech 1394–1395 byl chebským fojtem. Dne 30. dubna 1395 se spolu s bratrem Bohuslavem přidali k panské jednotě proti králi Václavovi IV. a krátce poté přepadli panovníkovo poselstvo do Štrasburku, které uvěznili na Švamberku. Za jeho propuštění žádali 19 000 zlatých. Král proti nim vyslal vojsko vedené Bořivojem ze Svinař, ale Švamberkové mu odolali a zajatce, s výjimkou jednoho zemřelého, propustili, až když dostali výkupné.
Poslední zmínka o Buškovi se nachází v listině z 20. září 1395, ve které spolu s Jindřichem z Rožmberka a Břeňkem ze Skály uznali nárok na žold ve výši 1 360 kop vídeňských feniků pro rakouské rytíře, kteří jim sloužili se 68 kopiníky.